# Crispiphantes
Crispiphantes Tanasevič, 1992 è un genere di ragni appartenente alla famiglia Linyphiidae.

## Distribuzione
Le due specie oggi note di questo genere sono state rinvenute in Asia orientale: entrambe sono presenti nella penisola coreana.

## Tassonomia
Per la determinazione delle caratteristiche della specie tipo sono tenute in considerazione le analisi sugli esemplari di Meioneta rhomboidea Paik, 1985.
Dal 2009 non sono stati esaminati esemplari di questo genere.
A dicembre 2012, si compone di due specie:
- Crispiphantes biseulsanensis (Paik, 1985) — Cina, Corea
- Crispiphantes rhomboideus (Paik, 1985)[3] — Russia, Corea

### Sinonimi
- Crispiphantes amurensis (Tanasevitch, 1988); esemplari riconosciuti sinonimi di C. rhomboideus (Paik, 1985), a seguito di un lavoro di Tanasevič (2006c)[1].